# Vincenc Janša
Vincenc Janša, slovenski inženir eletrotehnike in politik, * 13. marec 1950.
Med letoma 1997 in 2007 je bil član Državnega sveta Republike Slovenije.